# Paulo Porto (político)
Paulo de Assis Ayres Porto foi um político e radialista brasileiro. Filho de Manoel de Morais Porto e Severina Ayres Porto, foi morto em um assassinato na cidade de Patos, estado da Paraíba. Foi eleito vereador de Patos em 3 de outubro de 1992 com 590 votos, pelo PMDB. "Paulinho Porto", como era conhecido entre seus colegas de imprensa, foi líder em audiência com o seu programa Show da Cidade na Rádio Espinharas e era deficiente das duas pernas, não utilizando cadeira de rodas. Em sua passeata da vitória usou paletó e desfilou no caput de um carro de som, pegado num microfone e respondendo a um dos seus opositores que o discriminava na campanha, com a frase: “Quem disse que aleijado não pode usar paletó, se enganou redondamente”. Foi um dos maiores comunicadores da história de Patos.

## Caso Paulo Porto e Alba Liene

### Desaparecimento e assassinato
Foi visto pela última vez na noite do dia 7 de dezembro de 1992, juntamente com a empresária Alba Liene Pereira Viana (viúva, 26 anos) com a qual tinha laços de amizade e, de acordo com informações, iam para uma seresta no município de São Mamede, transportados numa pick-up Ford Pampa. O veículo foi achado no dia posterior, abandonado no município de Quixaba (8 km de Patos).
Depois de uma procura feita pela polícia e amigos do radialista, os dois corpos foram achados, por volta das 16:00 horas do dia posterior, numa vala próxima ao Aeroporto Brigadeiro Firmino Ayres, amarrados com as mãos para trás, as cabeças esmagadas por golpes de pedras e paus. O mais intrigante é que o fato ocorreu bem perto de um dos postos da Operação Manzuá, mas os PM’s de plantão relataram que o carro tinha passado na estrada, levando apenas as duas vítimas.

### Sepultamento
Cerca de 10 mil pessoas compareceram ao velório e sepultamento de Paulo Porto. O corpo foi levado ao Cemitério de São Miguel em uma viatura dos Bombeiros e sepultado por volta de 11:00 horas da quarta-feira, 9 de dezembro. Às 16:00 horas aconteceu o mesmo com a outra vítima, Alba Liene.

### Revolta popular, julgamento e polêmica na imprensa
O crime causou revolta na população e o clamor por justiça foi deflagrado, imediatamente, por variados segmentos sociais, com ênfase à classe política e os clubes de serviços. A Polícia Civil começou as investigações, mas perante as dificuldades encontradas terminou sendo substituída por agentes federais. Sempre havia algo esquisito, como que um trabalho bem elaborado para impedir as investigações, tivesse ocorrendo. Nomes eram apontados, a exemplo de Manoel Rufino, irmão de Alba, e mais tarde descartados, levando os verdadeiros algozes a uma certa situação de tranquilidade. Após dois meses da entrada da PF, a Justiça decretou a prisão preventiva da primeira suplente de vereadora pelo PMDB agraciada com a morte de Paulo, Maria Jeane Calixto e do seu irmão Francisco Antenor Gonçalves, como mandantes do assassinato duplo. A autoria material era atribuída a policiais militares, porque a acusada tinha trânsito livre no III Batalhão, sediado em Patos. Ela recebeu voz de prisão em 5 de agosto de 1993 e foi imediatamente conduzida para o II BPM, sediado em Campina Grande; seu irmão se entregou no mesmo mês e foi levado ao Presídio do Serrotão, com sede também em Campina Grande. Enquanto esperavam julgamento, os executores permaneciam na impunidade. A vereadora chegou a ser transferida para o Presídio Feminino do Bom Pastor e Centro de Ensino da Polícia Militar, com sede em João Pessoa. Também foram acusados como possíveis autores materiais, o policial Damião Ferreira e o motorista Ivo Cordeiro, que foram inocentados e liberados pela Justiça, sob a alegação de falta de provas.
Após dois anos presa, a principal acusada passou a acusar nomes de autoridades e figuras da política como participantes na situação. A imprensa passou a divulgar como informações bombásticas, capazes de gerar reviravolta. Porém as declarações não passaram de bastidores mas que causou a criação de novos mistérios. O julgamento era para ter ocorrido em Patos, em março de 1995, contudo, o pedido de desaforamento feito pelos advogados de defesa foi acatado pelo Tribunal de Justiça da Paraíba, com a justificativa de que poderia acarretar parcialidade. Ficou decidido como palco do Júri o Primeiro Tribunal de João Pessoa e a nova data terminou sendo em 21 de setembro daquele ano. Depois da apresentação de outras alegações, um novo adiamento foi determinado pelo juiz e somente em 28 do mesmo mês os dois sentaram no banco dos réus. Os trabalhos perduraram por cerca de vinte horas e terminaram com a absolvição dos acusados pelo placar de cinco a dois. O então deputado Gilvan Freire, participou como assistente da acusação, a exemplo de Ribamar de Lima e esposa. Os trabalhos foram presididos pelo juiz Abraham Lincoln e na Promotoria Newton Carneiro Vilhena. A defesa ficou nas mãos do advogado João Estrela, auxiliado por Romeu Abrantes. Ao final o Ministério Público diz que vai apelar e assim procede, mas em 30 de abril de 1996, a Câmara Criminal do Tribunal de Justiça, à unanimidade, nega provimento a apelação interposta, tendo sido relator da matéria o Desembargador Raphael Carneiro Arnoud.

### Livro "A Face Oculta da Justiça"
Familiares e grande parcela da população patoense, têm o caso como uma página negra da história. As circunstâncias causaram uma imagem negativa para a polícia, a política, a justiça e circunstanciaram a existência de muitas lacunas que agraciam a impunidade. A acusada, mais tarde solta, além dos anos de prisão, sofreu grandes consequências com o acontecido, pois, mesmo não tendo participado (como concluiu o júri popular pouco conhecido da cidade de Patos), terminou encerrando sua carreira política. Acabou o seu mandato, porém, nunca obteve êxito de se reeleger para a Casa de Juvenal Lúcio de Sousa. Ela escreveu um livro, com o título “A Face Oculta da Justiça”, em que conta, da sua maneira, todos os episódios.